# 道の駅マルメロの駅ながと
道の駅マルメロの駅ながと（みちのえき マルメロのえきながと）は、長野県小県郡長和町にある国道152号の道の駅である。
旧長門町の申請によって登録された。

## 施設
- 駐車場
  - 普通車：37台
  - 電気充電：2台
  - 大型車：16台
  - 身障者用：3台、思いやり：6台
- トイレ
  - 男：大 3器（3器）、小 10器（10器）
  - 女：10器（5器）
  - 身障者用：1器（1器）

※（）内は、24時間利用可能
- 公衆電話
- 日帰温泉施設（ながと温泉「やすらぎの湯」）（10:00 - 22:00）
- レストラン「かりん亭」（11:00 - 22:00）
- ローソン
  - ローソンATM（八十二銀行管理）
- 観光案内所
- 物産館「四季彩館」
- JA直売所「マルシェ黒曜」（9:30～18:00）

## 休館日
- レストラン（年中無休）
- 日帰温泉施設（第2、4月曜日（祝日の場合、翌日）、年末年始）
- 案内所、物産館（毎週月曜日、年末年始）
- マルシェ黒曜（毎週火曜日）

## アクセス
- 国道152号 - 登録路線
  - 国道254号

## 周辺
- 和紙の里ふるさとセンター
- ビーナスライン